# Helius ctenonycha
Helius ctenonycha är en tvåvingeart som beskrevs av Alexander 1938. Helius ctenonycha ingår i släktet Helius och familjen småharkrankar. Inga underarter finns listade i Catalogue of Life.